# هنری پرسیوال دی باث، چهارمین بارونت
هنری پرسیوال دی باث، چهارمین بارونت (انگلیسی: Sir Henry de Bathe, 4th Baronet؛ ۱۹ ژوئن ۱۸۲۳ – ۵ ژانویه ۱۹۰۷ (aged 83)) فرد نظامی اهل پادشاهی متحد بریتانیای کبیر و ایرلند بود. وی همچنین برندهٔ جوایزی همچون نشان حمام شده‌است.